# Quos vult Iupiter perdere dementat prius
La locuzione latina Quos vult Iupiter perdere, dementat prius, tradotta letteralmente, significa "a quelli che vuole rovinare, Giove toglie prima la ragione". Nella forma cristiana diventa Quos Deus perdere vult, dementat prius.
Questo motto si usa quando si vede qualcuno far delle pazzie, come spese eccessive, o imbarcarsi in affari pericolosi, per dire che è sull'orlo dell'abisso, vicino alla catastrofe finale.     
In Guerra e pace di Lev Tolstoj la locuzione viene usata per descrivere Napoleone Bonaparte che ordina l'avanzata in territorio russo nel 1812.
Lo stesso detto, nella forma Quos vult perdere dementat, si trova anche in Anna Karenina, nel punto in cui Aleksèj Aleksàndrovič commenta l'assegnazione di un incarico al quale aspirava, affidato ad un suo rivale che ritiene poco adatto allo scopo.
L'espressione venne usata da Giovanni Gentile nel discorso pronunciato davanti all'Accademia d'Italia il 19 marzo 1944 con cui, nel giorno della commemorazione di Giambattista Vico, intendeva osannare le figure di Mussolini e Hitler e dichiararsi favorevole al proseguimento della guerra al fianco dell'Asse:
La frase è, inoltre, citata più volte nel film Pane, amore e... dal prete don Matteo al fratello maresciallo Antonio Carotenuto e pronunciata anche da Pieretto nel capitolo XVIII del romanzo “Il diavolo sulle colline” di Cesare Pavese. 